# مظفر جندقی
مظفر جندقی سیاست‌مدار ایرانی بود، که در دوره بیست و چهارم مجلس شورای ملی به عنوان نماینده کرمان از استان کرمان در مجلس شورای ملی حضور داشت.
سید مظفر جندقی در توسعه کشاورزی در استان کرمان نقش مهمی داشت.از جمله در سیرجان ، ارزوئیه و جیرفت
او متولد یکهزار و سیصد و پنج خورشیدی و در مدرسه پهلوی کرمان فارق التحصیل و در رشته حقوق دانشگاه تهران فارق التحصیل شد و به کار ساختمانی و راهسازی هم مشغول بود و در سال ۱۳۴۳ شروع به کشاورزی کرد.
مظفر جندقی در سال ۱۹۹۵ و ۱۹۹۸ دو بار به به عنوان استاد اعظم لژ بزرگ ایران (در تبعید) رسید. او عضو حزب رستاخیزایران بود.